# Phanaeus lecourti
Phanaeus lecourti es una especie de escarabajo del género Phanaeus, familia Scarabaeidae. Fue descrita científicamente por Arnaud en 2000.
Se distribuye por Perú, en la ciudad de Oxapampa. Mide aproximadamente 16-24 milímetros de longitud.